# Carpaccio ghiacciato
Carpaccio ghiacciato è il primo EP della rapper italiana Myss Keta, pubblicato il 23 giugno 2017.

## Promozione
L'EP è stato anticipato dal singolo Xananas, pubblicato il 16 giugno e accompagnato da un videoclip.
Sono inoltre stati pubblicati dei videoclip per altri due brani dell'EP: Courmayeur e Bastarda da Starbucks.

## Tracce
1. Servizio in camera – 2:58 (Dario Pigato, Myss Keta, Simone Rovellini, Stefano Riva, Unusual Magic)
2. Xananas – 3:52 (Andrea Mangia, Dario Pigato, Myss Keta, Simone Rovellini, Stefano Riva)
3. Courmayeur – 2:49 (Dario Pigato, Myss Keta, Simone Rovellini, Stefano Riva)
4. Mediterraneo – 2:30 (Dario Pigato, Myss Keta, Simone Rovellini, Stefano Riva, Unusual Magic)
5. Bastarda da Starbucks – 3:12 (Carlo Luciano Porrini, Dario Pigato, Simone Rovellini, Stefano Riva, Myss Keta)